# Roberto Locatelli
Roberto Locatelli (Bergamo, 5 de julho de 1974) é um motociclista italiano. Venceu o Campeonato do Mundo de 125cc em 2000.